# Ménétriés' zwartkop
Ménétriés' zwartkop (Curruca mystacea synoniem: Sylvia mystacea) is een zangvogel uit de familie Sylviidae (grasmussen). De vogel is genoemd naar de Franse zoöloog Édouard Ménétries.

## Verspreiding en leefgebied
Deze soort broedt in zuidwestelijk Azië en overwintert in noordoostelijk Afrika en het Arabisch Schiereiland. Er zijn drie ondersoorten:
- C. m. mystacea: van oostelijk Turkije tot zuidwestelijk Rusland en noordelijk Iran.
- C. m. rubescens: van zuidoostelijk Turkije tot oostelijk Jordanië, Irak en zuidwestelijk Iran.
- C. m. turcmenica: van noordoostelijk Iran tot zuidelijk Kazachstan en westelijk Pakistan.

## Status
De grootte van de populatie is in 2015 geschat op 430 duizend tot 1,25 miljoen volwassen vogels. Op de Rode lijst van de IUCN heeft deze soort de status niet bedreigd.